# Auxopus letouzeyi
Auxopus letouzeyi är en orkidéart som beskrevs av Szlach., Mytnik, Rutk., Jerch. och Baranow. Auxopus letouzeyi ingår i släktet Auxopus och familjen orkidéer. Inga underarter finns listade i Catalogue of Life.